# Triphleba fortimana
Triphleba fortimana är en tvåvingeart som beskrevs av Schmitz 1943. Triphleba fortimana ingår i släktet Triphleba och familjen puckelflugor. Inga underarter finns listade i Catalogue of Life.